# Quarteta
En mètrica catalana, una quarteta és l'estrofa que té quatre versos d'art menor (de 8 o menys de 8 síl·labes). Una sola pot confegir un poema: madrigal, epigrama, epitafi, sàtira, etc. Habitualment és isosil·làbica. Es diferencia del quartet en què és una estrofa d'art major (amb més de 8 síl·labes). Tot i que la distinció és pròpia de la poètica castellana barroca. És un cas similar al de la quinteta i el quintet. Vegem un exemple:
Flor viva de l'aire,
libèl·lula atzur,
volares rondaire
per sobre el mur.
Maria Antònia Salvà. Libèl·lula
Una altra tipus d'estrofa conreada a la mètrica catalana és la corranda, que és una quarteta de versos heptasíl·labs rimats els parells, a vegades en rima consonant, d'altres en assonant. Pertany a la poesia popular. No és estrany trobar-les aplegades en dues i, en aquest cas, el darrer vers de la primera es repeteix en el primer de la segona.
Ocell de dues deveses,
bé pots viure regalat;
fadrí que en festeja dues,
no us fieu de sa bondat.
No us fieu de sa bondat
ni tampoc de son intent:
fadrí que en festeja dues
no porta bon pensament.
Anònim, cançoner tradicional
S'hi pot copsar la repetició del vers quart i cinquè, aquest últim inicia la segona quarteta. Les corrandes mallorquines tenen la peculiaritat de presentar rimes encreuades en consonant.